# 535 a.C.
Il 535 a.C. (DXXXV a.C. in numeri romani) è un anno  del VI secolo a.C.

## Eventi
- Tarquinio il Superbo diviene il settimo re di Roma
- Battaglia di Alalia - gli Etruschi, alleati dei Cartaginesi, si scontrano in mare con i Focei di Alalia. La battaglia, vinta con gravi perdite dai Greci, fu una battuta di arresto della loro espansione nel Mar Tirreno.

## Nati
- Damo, filosofa greca antica († 475 a.C.)
- Eraclito, filosofo greco antico († 475 a.C.)